# Wenceslau Braz (Minas Gerais)
Wenceslau Braz é um município brasileiro do estado de Minas Gerais, na microrregião de Itajubá. Localiza-se a uma latitude 22º32'04" sul e a uma longitude 45º21'46" oeste, estando a uma altitude de 1005 metros. 
Sua população recenseada em 2022 era de 2 356 habitantes. Possui uma área de 102,487 km² e uma densidade demográfica de 22,99 habitantes por quilômetro quadrado.
Seus limites são os municípios de Itajubá ao norte, Delfim Moreira a leste e sudeste, Campos do Jordão (SP) a sudoeste e Piranguçu a oeste.
Possui, ainda, o distrito de Itererê, cujo acesso é por estrada da terra e fica a 11 km do centro da cidade.[carece de fontes?]

## Topônimo
O nome da cidade é uma homenagem a Venceslau Brás, advogado e político brasileiro, que foi presidente do Brasil entre 1914 e 1918.

## História
O retrospecto histórico remonta ao ano de 1922, quando se iniciou a construção da Usina Hidrelétrica, terminada 10 anos mais tarde, em 8 de dezembro de 1932, em um distrito militar no então município de Itajubá, denominado ''Bicas do Meio''. A hidrelétrica também conhecida naqueles anos (a partir de 1941) pela sigla R.E.P.I. (Rede Elétrica Piquete-Itajubá). a usina (um projeto de engenharia alemã) - foi criada para abastecer as fábricas de armas de Itajubá (Imbel), e de pólvora de Piquete-SP. A pioneira PCH - Pequena Central Hidrelétrica de 3,4 MW recebeu, inclusive, em 1934, a visita do Presidente da República Getúlio Vargas. Em 1944, já no limiar da Segunda Guerra Mundial, o então bairro de Bicas do Meio, com uma população que chegara para trabalhar na Usina e na Companhia Especial de Obras nº 5 (CEO-5) - abertura da estrada federal BR-459 que ligaria Itajubá/MG à Lorena/SP. -, o simpático lugarejo é elevado à categoria de Distrito de Itajubá. Duas décadas depois (1962) a Assembleia Legislativa de Minas Gerais votaria a Lei nº 2.764 que criaria o município de Bicas do Meio, e o instala oficialmente em 1º de março de 1963, tendo como primeiro prefeito o intendente Afonso Costa. No ano seguinte, em 9 de setembro de 1964, pela Lei nº 3.187, o município de Bicas do Meio passa a denominar-se Wenceslau Braz

## Política
| Nº | Prefeito                | Partido | Início do mandato     | Fim do mandato         |
| -- | ----------------------- | ------- | --------------------- | ---------------------- |
| 1  | Afonso Costa            |         | 1 de Março de 1963    | 29 de Agosto de 1963   |
| 2  | Oswaldo Reynaldo        |         | 30 de Agosto de 1963  | 30 de Janeiro de 1967  |
| 3  | Ataliba Florêncio Costa |         | 30 de Janeiro de 1967 | 30 de Janeiro de 1971  |
| 4  | João Rodrigues da Costa |         | 31 de Janeiro de 1971 | 30 de Janeiro de 1973  |
| 5  | Rosario Amaral Silva    |         | 31 de Janeiro de 1973 | 30 de Janeiro de 1977  |
| 6  | Otavio Rodrigues        |         | 31 de Janeiro de 1977 | 30 de Janeiro de 1982  |
| 7  | Benedito Eloy Ferreira  |         | 31 de Janeiro de 1982 | 31 de dezembro de 1988 |
| 8  | Antônio Vicente Campos  |         | 1 de Janeiro de 1989  | 31 de dezembro de 1992 |
| 9  | Joaquim Raimundo Fortes |         | 1 de Janeiro de 1993  | 31 de dezembro de 1996 |
| 10 | José Mauro da Silva     |         | 1 de Janeiro de 1997  | 31 de dezembro de 2000 |
| 11 | Geraldo Magela Eloi     | PTB     | 1 de Janeiro de 2001  | 31 de dezembro de 2004 |
| 12 | Geraldo Magela Eloi     | PTB     | 1 de Janeiro de 2005  | 31 de dezembro de 2008 |
| 13 | Joaquim Cláudio Barbosa | PTB     | 1 de Janeiro de 2009  | 31 de dezembro de 2012 |
| 14 | Geraldo Magela Eloi     | PTB     | 1 de Janeiro de 2013  | 31 de dezembro de 2016 |
| 15 | Geraldo Magela Eloi     | PTB     | 1 de Janeiro de 2017  | 31 de dezembro de 2020 |
| 16 | Edvaldo José Bitencourt | MDB     | 1 de Janeiro de 2021  | atualmente             |

## Rodovias
A principal rodovia que corta o município é a BR-459, que liga Paraty a Poços de Caldas.